# Julio Nuel Badía
Julio Nuel Badía (Alagón, 28 de agosto de 1911-Zaragoza, 3 de mayo de 1994) fue músico y gran compositor aragonés de coplas, jotas y arreglos para banda.
Hijo del gran bandurrista Gregorio Nuel, quien marchó a Nueva York como primer bandurria de la prestigiosa rondalla de Usandizaga, actuando durante cuatro años por todo el mundo, estudió en el colegio Nacional de Alagón con los Padres del Corazón de María, siendo el Padre organista D. Francisco Morán Taucís el artífice del comienzo de su carrera musical. Perteneció a la Banda de Música "La Filarmónica" de Alagón hasta 1924.
Ingresó en el ejército a los 18 años como educando de la Banda del Regimiento de Aragón, tiempo que aprovechó para estudiar armonía, orquestación y para componer. Una vez licenciado, comienza su trabajo como músico profesional, pero el inicio de la Guerra Civil en España y su movilización forzosa marcará un paréntesis en su vida profesional.
Compuso para Ediciones Augusto Algueró; recorrió España durante los años 40 con el "Quinteto Venecia" cosechando grandes éxitos y los grandes sellos discográficos de la época editaron su música. Unos años después se disuelve la orquesta y se dedica íntegramente a la composición y a su trabajo como músico. A pesar de jubilarse en 1976, siguió componiendo.
Posee más de 600 obras registradas en la SGAE, además de numerosos arreglos para Banda, y especialmente para la banda municipal de música Villa de Alagón. Entre sus obras más conocidas se encuentran las coplas "Y subir y subir y subir por las paredes", "Canciones del Mundo", "Honrando a Navarra", "Pedazos de España", "cuando vuelvas de la siega", "Mujeres de mi Aragón" o la conocidísima jota "Ya vienen los labradores". Entre sus obras se encuentran dos dedicadas a la banda municipal de música Villa de Alagón: "El último toro" y "Estampa aragonesa" que incluyen fragmentos de jotas y zarzuelas con motivos aragoneses.